# Congresbury Yeo
Congresbury Yeo är ett vattendrag i Storbritannien.   Det ligger i kommunen North Somerset och riksdelen England, i den södra delen av landet, 190 km väster om huvudstaden London.